# Angiolo Badiani
Angiolo Gino Badiani (Prato, 16 febbraio 1877 – Frabosa Soprana, 28 agosto 1950) è stato un politico, avvocato, banchiere e funzionario statale italiano.

## Biografia
Angiolo Badiani nacque a Prato il 16 febbraio 1877. Conclusi gli studi al Convitto Cicognini di Prato, nel 1898 si laureò in giurisprudenza a Pisa e cominciò subito a esercitare la professione di avvocato.
Nel 1906 fu eletto consigliere comunale della sua città natale, e l'anno successivo ne diventò assessore per gli Affari legali, carica che mantenne fino al 1919. Fu Presidente della provincia di Firenze dal 1929 al 1934.
Ebbe molto a cuore le opere d'arte di Prato, e finanziò il restauro di molte di esse. Per questi suoi interessi storici e culturali rivestì importanti ruoli dirigenziali in molte istituzioni pratesi: fu soprintendente delle Belle arti, ispettore onorario per i monumenti per il territorio pratese, fondatore con Giulio Giani della Società pratese di storia patria, presidente della locale sezione del CAI (Club Alpino Italiano), della Misericordia, della Croce rossa e dal 1935 fino alla morte, anche della Cassa di risparmio di Prato.
Morì per un malore improvviso a Frabosa Soprana, dove era solito passare le vacanze.

## Archivio
Le carte di Angiolo Badiani , insieme a quelle del padre Giuseppe, sono conservate presso la Biblioteca Roncioniana dove pervennero dopo la sua morte nel 1950 e sono confluite nella raccolta dei manoscritti roncioniani.